# سیف‌علی بالا
سیف‌علی بالا (به لاتین: Yuxarı Seyfəli) یک منطقه مسکونی در جمهوری آذربایجان است که در شهرستان شمکور واقع شده‌است. این روستا ۳۶۳۲ نفر جمعیت دارد.